# Plesioedro
En geometría, un plesioedro es un tipo especial de poliedro que rellena el espacio, definido como la celda de Voronoi de un conjunto de Delaunay simétrico.
El espacio euclídeo tridimensional se puede rellenar completamente con copias de cualquiera de estas formas, sin superposiciones. El panal resultante tendrá simetrías que permiten trasladar cualquier copia del plesioedro a cualquier otra copia.
Los plesioedros incluyen formas tan conocidas como el cubo, el prisma hexagonal, el rombododecaedro y el octaedro truncado.
El mayor número de caras que puede tener un plesioedro es 38.

## Definición
Un conjunto {\displaystyle S} de puntos en el espacio euclídeo es un conjunto de Delaunay si existe un número {\displaystyle \varepsilon >0} tal que cada dos puntos de {\displaystyle S} estén al menos a una distancia {\displaystyle \varepsilon } entre sí y tal que cada punto del espacio esté a una distancia {\displaystyle 1/\varepsilon } de al menos un punto en {\displaystyle S}. Entonces, {\displaystyle S} llena el espacio, pero sus puntos nunca se acercan demasiado entre sí. Para que esto sea cierto, {\displaystyle S} debe ser infinito.
Además, el conjunto {\displaystyle S} es simétrico (en el sentido necesario para definir un plesioedro) si, por cada dos puntos {\displaystyle p} y {\displaystyle q} de {\displaystyle S}, existe un movimiento rígido en el espacio que traslada {\displaystyle S} a {\displaystyle S} y {\displaystyle p} a {\displaystyle q}. Es decir, las simetrías de {\displaystyle S} actúan transitivamente sobre {\displaystyle S}.
El diagrama de Voronoi de cualquier conjunto {\displaystyle S} de puntos divide el espacio en regiones llamadas celdas de Voronoi, que están más cerca de un punto dado de {\displaystyle S} que de cualquier otro punto. Cuando {\displaystyle S} es un conjunto de Delaunay, la celda de Voronoi de cada punto {\displaystyle p} en {\displaystyle S} es un politopo convexo. Las caras de este poliedro se encuentran en los planos que bisecan perpendicularmente los segmentos de línea desde {\displaystyle p} hasta otros puntos cercanos de {\displaystyle S}.
Cuando {\displaystyle S} es simétrico además de ser de Delaunay, todas las celdas de Voronoi deben ser congruentes entre sí, ya que las simetrías de {\displaystyle S} también deben ser simetrías del diagrama de Voronoi. En este caso, el diagrama de Voronoi forma un panal en el que solo hay una forma de prototesela, la forma de estas celdas de Voronoi. Esta forma se llama plesioedro. El teselado generado de esta manera es isoedral, lo que significa que no solo tiene un único prototipo ("monoedro") sino que también cualquier copia de esta tesela puede ser llevada a cualquier otra copia por una simetría del teselado.
Como ocurre con cualquier poliedro que llena espacios, el invariante de Dehn de un plesioedro es necesariamente cero.

## Ejemplos
Los plesioedros incluyen los cinco paraleloedros, poliedros que pueden rellenar el espacio de tal manera que cada tesela sea simétrica con respecto a todas las demás mediante una simetría traslacional, sin rotación. De manera equivalente, son las celdas de Voronoi de los retículos, ya que son los conjuntos de Delaunay traslacionalmente simétricos. Los plesioedros son un caso especial de los estereoedros, las prototeselas de los teselados isoédricos en general. Por esta razón (y porque los diagramas de Voronoi también se conocen como teselaciones de Dirichlet) también se les ha llamado "estereoedros de Dirichlet".
Solo hay un número finito combinatorio de tipos de plesioedros. Entre los plesioedros individuales notables figuran los siguientes:
- Los cinco paraleloedros: cubo (o más generalmente, los paralelepípedos), prisma hexagonal, rombododecaedro, dodecaedro elongado y octaedro truncado.[5]
- El prisma triangular, el prototipo del panal prismático triangular.[6] De manera más general, cada uno de los 11 tipos de teselados de Laves del plano mediante polígonos convexos congruentes (y cada uno de los subtipos de estos mosaicos con diferentes grupos de simetría) se pueden realizar como las celdas de Voronoi de un conjunto de Delaunay simétrico en el plano.[7] Se deduce que los prismas sobre cada una de estas formas son plesioedros. Además de los prismas triangulares, también se incluyen los prismas sobre determinados cuadriláteros, pentágonos y hexágonos.
- El girobifastigio es un estereoedro pero no un plesioedro, porque los puntos en los centros de las celdas de su mosaico cara a cara (donde se ven obligados a ir por simetría) tienen celdas de Voronoi de formas diferentes. Sin embargo, una versión aplanada del girobifastigio, con caras hechas de triángulos isósceles rectángulos y triángulos de plata, es un plesioedro.
- El triaquis tetraedro truncado, la prototesela del panal triaquis tetraédrico truncado y el plesioedro generado por el retículo en diamante.[1]
- El dodecaedro trapezorrómbico, la prototesela del panal dodecaédrico trapezorrómbico y el plesioedro generado por el empaquetado compacto hexagonal.
- Las celdas de Voronoi de 17 lados del grafo de Laves.[8]

Se conocen muchos otros plesioedros. El cristalógrafo Peter Engel descubrió dos diferentes con el mayor número de caras conocido, 38.
Durante muchos años el número máximo de caras de un plesioedro fue un problema no resuelto,
pero el análisis de las posibles simetrías del espacio tridimensional ha demostrado que este número es como máximo 38.
Las celdas de Voronoi de puntos uniformemente espaciados en un rellenado del espacio helicoidal son todas congruentes entre sí, y se puede hacer que tengan un número arbitrariamente grande de caras. Sin embargo, los puntos de una distribución helicoidal no forman un conjunto de Delaunay, y sus celdas de Voronoi no son poliedros acotados.
El trabajo de Schmitt incluye un estudio de estas cuestiones.